# Росдорф (Гёттинген)
Росдорф (нем. Rosdorf) — община в Германии, университетский город, расположен в земле Нижняя Саксония.
Входит в состав района Гёттинген. Население составляет 12 061 человек (на 31 декабря 2010 года). Занимает площадь 66,39 км².
| Год  | Население |
| ---- | --------- |
| 1990 | 10 276    |
| 1995 | 10 929    |
| 2000 | 11 588    |
| 2005 | 11 805    |
| 2010 | 11 980    |